# 平井信義
平井 信義（ひらい のぶよし、1919年 - 2006年7月7日）は、日本の児童心理学者・文筆家・医師。大妻女子大学名誉教授。

## 略歴
東京生まれ。1941年 (昭和16年) 東京帝国大学文学部独文科卒。1944年 (昭和19年) 東北帝国大学医学部卒。1957年 (昭和32年) 名古屋大学より医学博士の学位を取得。
小児科医、母子愛育会愛育研究所所員、お茶の水女子大学教授、1970年 (昭和45年) 定年退官、大妻女子大学教授（児童学）、1990年(平成2年)退任、名誉教授。
ウィーン大学でハンス・アスペルガーに学び、自閉症を研究した。『「心の基地」はおかあさん』が140万部のベストセラーとなったほか、多数の著書を著した。

## 著書
- 『たのしい育児の科学 1才から入学まで』正旗社　1950　新女性ノート
- 『保育のための小児医学』恒星社厚生閣　1953　幼児保育教室
- 『保育のための健康管理』恒星社厚星閣　1954　幼児保育教室
- 『子どもの健康』ひかりのくに昭和出版　1955　新保育全書
- 『子どもの心の衛生』ひかりのくに昭和出版　1956　ママ・ぶっくす
- 『こんな子供はどう育てるか 子供(1才-7才)のしつけ105の問題』婦人画報社　1957
- 『話し合いの育児 よい子をつくる家族関係』麦書房　1957
- 『からだ国たんけん記』滝平二郎絵　麦書房　雨の日文庫、1958
- 『子供の精神衛生』同文書院　1958
- 『保育のための健康管理』恒星社厚生閣　1958　幼児保育教室
- 『子どもの健康としつけ』婦人画報社　1959
- 『発達と育児よりみた児童学 受精より青年期まで』家政教育社　1959-61
- 『幼児の健康と保育』博文社　1959　幼児教育講座
- 『たのしい育児としつけ 1才から6才まで』大日本出版　1960
- 『こどもの心理と新しいしつけ』家の光協会　1962　家の光生活シリーズ
- 『性を考える 父から息子へ』1964　講談社現代新書
- 『育児の不安に答える』日本評論社　1965
- 『思春期との対話 中学生の心とからだ』毎日新聞社　1967
- 『小児自閉症』日本小児医事出版社　1968
- 『児童保健学』朝倉書店　1970　朝倉生活科学シリーズ 児童学
- 『育児学』光生館　1974
- 『けんかを忘れた子どもたち』PHP研究所　1974　のち文庫
- 『偏食をなおす』全国学校給食協会　1974
- 『学校嫌い こうして直そうこうして防ごう』日新報道出版部　1975
- 『児童学入門』光生館　1975
- 『子どもの個性をどう伸ばすか』筑摩書房　1976
- 『親の知らない子どもの秘密』実業之日本社　1977　実日新書　「子どもを伸ばす親・ダメにする親 間違いだらけの教育常識」PHP文庫
- 『思春期へのメッセージ 愛と性について』1977　ポプラ・ブックス
- 『児童臨床入門』新曜社　1977
- 『「育てる」ということ 教育の今日的課題』明治図書出版　1978　開く叢書
- 『登校拒否児 学校ぎらいの理解と教育』新曜社　1978　平井信義の児童相談
- 『親の知らない子どもの秘密. 続』実業之日本社　1979　実日新書　「親がすべきこと・してはいけないこと 子どもの能力を最高に引き出す秘訣」PHP文庫
- 『自閉児の保育と教育』教育出版　1979
- 『乳幼児の発達 0歳から3歳半まで』新曜社　1979
- 『子どもの自由な七日間 ひらめ合宿の治療教育』新曜社　1980　平井信義の児童相談
- 『ひらめ先生の体験的教育論 あなたは間違っていないか』青也書店　1980　「思いやりのある子の育て方 「まかせて」伸ばす教育のすすめ」PHP文庫
- 『失われた母性愛 子育てを楽しむために』黎明書房　1981
- 『しつけと親子関係』主婦の友社　1981　はじめての赤ちゃん
- 『乳幼児期の精神衛生』診断と治療社　1981
- 『ひらめ先生の家庭教育百科』青也書店　1981
- 『孫育て保爺 若いママへ』1981　小学館創造選書
- 『おじいちゃんの育児学 子どもはこうして育てなさい』PHP研究所　1982　「5歳までのゆっくり子育て 「意欲」と「思いやり」のはぐくみ方」PHP文庫
- 『乳幼児臨床学 問題行動の原因と対策』同文書院　1982
- 『平井信義のしつけ無用論 自主性と思いやりを育てるために』くもん出版　1982
- 『幼児との上手なつきあい方 〇歳から三歳六ケ月までの育児』国土社　1982
- 『こどもの心 母親に勇気と自信を与える本』時事画報社　1983
- 『自閉症児の遊戯療法』東京書籍　1983　障害児の治療と教育シリーズ
- 『ひらめの合宿』フレーベル館　1983　いま、子どもたちは
- 『「心の基地」はおかあさん やる気と思いやりを育てる親子実例集』企画室 1984
- 『子どもの能力の見つけ方・伸ばし方』PHP研究所　1984　のち文庫
- 『意欲と思いやりを育てる 平井信義の子育て学』中央法規出版　1986
- 『心にひびく語りかけ 親子の信頼を深める正しい性の話し方』企画室 1986
- 『子ども教育相談』新曜社　1986
- 『子どもに「まかせる」教育 自己思考・自己選択・自己実現力を育てる』明治図書出版　1986　シリーズ・教育をひらく
- 『続　こどもの心』時事画報社　1986
- 『乳幼児の健康と心理』放送大学　1986
- 『保育者のために』新曜社　1986
- 『マンガ・クイズ式子育て免許状 年齢別編集』サンマーク出版　1986
- 『12歳のカルテ 思春期 こころ,からだ,性』くもん出版　1987
- 『ほんの少しのやさしさを 「叱らないしつけ」のすすめ』企画室 1987
- 『おかえりなさいお父さん 新しい父親像を求めて』企画室　1988
- 『子ども期と老年期 自伝的老人発達論』太郎次郎社　1988
- 『やる気と自学を育てる教育』明治図書出版　1988　シリーズ・教育をひらく
- 『新しい幼児教育のために』新曜社　1989　平井信義のこども学入門
- 『愛を伝え、まかせて待つ教育』明治図書出版　1990　シリーズ・教育をひらく
- 『心のめばえにほほえみを やる気と思いやりを育てる親子実例集パート2(幼児・園児編)』企画室　1990
- 『よい子・悪い子 子どもの見方と伸ばし方』PHP研究所　1990　のち文庫
- 『「悪い子」なんかいないのに』企画室　1990　お母さんへの手紙 幼児・園児編
- 『新しい児童精神医学のために』新曜社　1991　平井信義のこども学入門
- 『おおらかに見守ってあげて お母さんとの対話』企画室　1991
- 『心にのこるお母さん 愛の母親像を求めて』企画室　1991
- 『子どもを叱る前に読む本 やる気のある子に育てるには』PHP研究所　1991　のち文庫
- 『親は子どもの未来をひらく 個性をいかす育て方』企画室 1992
- 『子ども中心保育のすべて 新しい保育者像を求めて』企画室 1994
- 『続・「心の基地」はおかあさん やる気と思いやりを育てる親子実例集』企画室 1996
- 『子どもの心の伸ばし方事典 お母さん、お父さん、「童心」を忘れていませんか?』PHPエディターズ・グループ 1997　『ゆっくり子育て事典』文庫
- 『第一子を伸びる子に育てる本 イラスト版思いやりと個性をはぐくむお母さん』PHP研究所　1997　のち文庫
- 『ムンテラの科学 医の原点 ことばによる医療』実地医家のための会 1998
- 『4歳までの理想の子育て 男の子・女の子のお母さんを楽しむ本』PHP研究所　1999
- 『スキンシップで心が育つ ふれあいの家庭教育』企画室　1999
- 『長男・長女をのびのび育てる本』PHP研究所　1999　のち文庫
- 『「叱らないで」おかあさん 子どもを信じて子育てしていますか』2001　PHP文庫
- 『今日からやさしいお母さん 心にひびく子育てのことば』企画室 2002
- 『やさしい気持ちになれる子育てのことば 0～6歳は甘えて育つ』海野洋一郎編　カンゼン　2009

## 共編著
- 『結婚・出産・育児の記録』平井英子共著　志摩書房　1951
- 『ママさんなあぜ よい子にする心理学』編　大蔵出版　1954
- 『完全な育児365日』木田文夫共著　婦人画報社　1956
- 『現代保育講座』牛島義友,谷川貞夫共編　金子書房　1956
- 『教育相談ハンドブック』品川不二郎,玉井収介共編　国土社　1962
- 『ママ聞いてちょうだい』緒方安雄,山本高治郎共著　産経新聞出版局　1963
- 『PTA事典 親と先生のための教育百科』重松敬一,品川孝子共編　第一法規出版　1964
- 『自閉症児の治療教育』石井哲夫共編　日本小児医事出版社　1970
- 『こまったなどうしよう』留岡よし子,百瀬三郎共著　毎日新聞社　1971
- 『施設保育・養護の実際』小林提樹共編　日本小児医事出版社　1971
- 『性教育指導事典』編集代表　帝国地方行政学会　1972
- 『幼児の教育全書』1-7　責任編集　教育出版　1973-76
- 『日本人と教育』唐沢富太郎,祖父江孝男共著　帝国地方行政学会　1974
- 『思春期相談 第二反抗期の子どもたち』詫摩武俊,依田明共編　1975　有斐閣選書
- 『保育の基本的考え方』五島貞次,鈴木政次郎著　日本保育協会　1975　保育指導書
- 『幼児の教育用語事典』編著　教育出版　1975
- 『双書養護・訓練 7 (情緒)』真保真人,加藤安雄共編著　明治図書　1976
- 『母性愛の研究』千羽喜代子,今井節子共著　同文書院　1976
- 『思春期 君たちの不安にこたえる』編　1977　有斐閣選書
- 『育児としつけの百科 ホーム・コンサルタント』編著　小学館　1979
- 『自閉児指導シリーズ』1-5 村田保太郎共編　教育出版　1981-83
- 『新年齢別保育百科』1-6  編著　ひかりのくに　1984-85
- 『保育を志す人々へ』飯田良治と責任編集　建帛社　1985
- 『よみがえれ、自由保育 人間の基礎を培う幼児教育のために』豊田君夫共著　明治図書出版　1988　シリーズ教育をひらく
- 『子どものユーモア おどけ・ふざけの心理』山田まり子共著　創元社　1989
- 『心の保育 楽しい保育をめざすあなたへ』本吉円子共著　世界文化社　1991
- 『子どもの「自由」って、なに?』大場牧夫共著　世界文化社　1993
- 『「いじめ」と幼児期の子育て 「思いやり」を育てる保育を 親・保育者の責任と役割』本吉円子共著　萌文書林　1996
- 『子どもが見える、保育が見える』ひらめの会編著 本吉圓子,立川多恵子と編集責任 フレーベル館　1998
- 『思いやりを育む保育』帆足英一共編著　新曜社　1999
- 『形態自在な園生活 個々の育ちを支える園集団のあり方を探る』まんとみ幼稚園共編 生活ジャーナル　1999

## 翻訳
- ジュン・ジョンソン『子供を遊ばせる380の方法』荒地出版社　1960
- アーノルド・ゲゼル『青年の心理学 10歳より16歳まで』新井清三郎,高木俊一郎共訳 家政教育社　1972　ゲゼル心理学シリーズ
- ハンス・アスペルガー『治療教育学』黎明書房　1973
- E.ハイムラー『自己治療としての心理療法 社会的機能測定表と新しい面接法』宮副光子共訳　新曜社　1982
- 『ブラゼルトンの赤ちゃんの個性と育児 発達の現れ方のちがい』監訳　医歯薬出版　1983